# Краун-Гайтс (Нью-Йорк)
Краун-Гайтс (англ. Crown Heights) — переписна місцевість (CDP) в США, в окрузі Дачесс штату Нью-Йорк. Населення — 2872 особи (2020).

## Географія
Краун-Гайтс розташований за координатами 41°38′30″ пн. ш. 73°55′43″ зх. д. / 41.64167° пн. ш. 73.92861° зх. д. (41.641652, -73.928664).  За даними Бюро перепису населення США в 2010 році переписна місцевість мала площу 2,19 км², уся площа — суходіл.

## Демографія
Згідно з переписом 2010 року, у переписній місцевості мешкало 2840 осіб у 1018 домогосподарствах у складі 770 родин. Густота населення становила 1300 осіб/км².  Було 1057 помешкань (484/км²).
Расовий склад населення:
| - 77,6 % — білих - 9,5 % — чорних або афроамериканців - 5,7 % — азіатів - 0,3 % — корінних американців - 3,4 % — осіб інших рас |

До двох чи більше рас належало 3,6 %. Частка іспаномовних становила 11,0 % від усіх жителів.
За віковим діапазоном населення розподілялося таким чином: 23,3 % — особи молодші 18 років, 61,6 % — особи у віці 18—64 років, 15,1 % — особи у віці 65 років та старші. Медіана віку мешканця становила 41,8 року. На 100 осіб жіночої статі у переписній місцевості припадало 91,5 чоловіків;  на 100 жінок у віці від 18 років та старших — 91,4 чоловіків також старших 18 років.
Середній дохід на одне домашнє господарство  становив 82 225 доларів США (медіана — 79 038), а середній дохід на одну сім'ю — 91 009 доларів (медіана — 88 750). За межею бідності перебувало 12,0 % осіб, у тому числі 23,9 % дітей у віці до 18 років та 6,0 % осіб у віці 65 років та старших.
Цивільне працевлаштоване населення становило 1623 особи. Основні галузі зайнятості: освіта, охорона здоров'я та соціальна допомога — 30,0 %, роздрібна торгівля — 19,2 %, мистецтво, розваги та відпочинок — 10,2 %, виробництво — 6,8 %.